# Giuseppe Maria Velzi
Giuseppe Maria Velzi OP (ur. 8 marca 1767 w Como, zm. 23 listopada 1836 w Montefiascone) – włoski kardynał.

## Życiorys
Urodził się 8 marca 1767 roku w Como, otrzymując na chrzcie imię Carlo. W młodości wstąpił do zakonu dominikanów, a około 1789 roku przyjął święcenia kapłańskie. 2 lipca 1832 roku został kreowany kardynałem prezbiterem i otrzymał kościół tytularny Santa Maria sopra Minerva. Tego samego dnia został biskupem Montefiascone, a 15 lipca przyjął sakrę. Zmarł 23 listopada 1836 roku w Montefiascone.